# Fonds des affections respiratoires
 (mars 2016).
Le Fonds des affections respiratoires, plus communément appelé le FARES, est une association belge de lutte contre la tuberculose et de prévention du tabagisme fondée en 1982.

## Présentation et historique
Le Fonds des affections respiratoires, plus communément appelé le FARES, est une association qui découle de l'Œuvre nationale belge de défense contre la tuberculose créée en 1930.
Scindée en deux en 1982 à la suite des réformes de la Constitution, elle devient du côté néerlandophone la VRGT, et du côté francophone la "Fondation contre les affections respiratoires et pour l'éducation à la santé" (FARES). Du côté francophone, elle prend le nom de Fonds des affections respiratoires en 2005 avec un changement de statuts. Les deux organisations sont chapeautées par la Fondation Nationale contre la Tuberculose et les Affections Respiratoires, connue sour le nom de BELTA (Belgian Lung and Tuberculosis Association).

Cette association sans but lucratif (ASBL) belge se consacre à la prévention et au suivi de la tuberculose, des affections respiratoires chroniques ainsi qu'à la prévention du tabagisme. Elle dispense une formation interuniversitaire en tabacologie, formant des tabacologues reconnus, et propose également des formations à l'entretien motivationnel et d'autres formations dans un cadre de promotion de la santé.
Les missions de l'asbl ont été déterminées en accord et avec le soutien de la COCOF, de la COCOM, et de la Région wallonne (par le biais de l'AVIQ, Agence Wallonne pour une Vie de Qualité). Ces trois entités constituent les principales sources de financement de l'association. Des dons et legs entrent aussi en ligne de compte.
Depuis octobre 2020, le siège central de l'asbl a déménagé dans l'enceinte du CHU Saint-Pierre de Bruxelles.

## Structure de l’association
Une direction médicale (aidée par un comité de direction) assure la gestion de l’asbl, sous l’autorité légale d’un conseil d’administration et d’une assemblée générale.
Deux départements représentent les deux grandes sections d’activités : le département des affections respiratoires et le département du Service Prévention Tabac. Le service des affections respiratoires s’occupe des stratégies de prévention, traitement et suivi de la tuberculose en Communauté française de Belgique. Le Service Prévention Tabac élabore des projets en rapport avec la prévention du tabagisme, et tout particulièrement dans le cadre de la promotion de la santé.
Le FARES abrite aussi un centre de documentation spécialisé sur les aspects tabac, asthme et BPCO (bronchopneumopathie chronique obstructive).

## Activités du FARES

### Lutte contre la tuberculose
Activités et services, :
- surveillance épidémiologique
- socioprophylaxie (contrôle de la prise en charge effective de tout cas de tuberculose déclaré et de son entourage ; organisation du dépistage parmi les contacts de patients contagieux)
- suivi de patients tuberculeux à la demande du médecin traitant (en cas de problèmes sociaux ou d'accès aux soins, ou de déficience d'adhésion au traitement)
- organisation et/ou la coordination du dépistage parmi les groupes à risque de tuberculose et l'évaluation de celui-ci
- sensibilisation, l'information et la formation de différents publics cibles
- élaboration de recommandations

Au fil du temps, d'autres activités en relation avec les affections respiratoires chroniques ont été développées dans le domaine de l'asthme, de la bronchite chronique et de l'emphysème (BPCO).
Dans le cadre de ces affections, le service s'investit essentiellement dans :
- l'information via un centre de documentation
- le suivi des patients à domicile à la demande du médecin, et cela grâce au CRIPI (Cellule Régionale d'Intervention en Pollution Intérieure), appelé aussi les "ambulances vertes"[5]. Le CRIPI est issu d'un partenariat de Bruxelles Environnement avec l'Institut de Santé Publique et le FARES.

Les activités de lutte contre la tuberculose couvrent tout le territoire de la Fédération Wallonie-Bruxelles. Des équipes d'infirmières/assistantes sociales sont réparties dans chaque province (sauf les provinces de Namur et du Brabant Wallon qui sont regroupées) ainsi qu'en Région de Bruxelles-Capitale ; elles sont réparties en 5 Centres de prévention de la tuberculose (CPT) sous la responsabilité d'un médecin. Une Unité centrale assure la coordination.
Services fournis par le FARES :
- visite à domicile :
  - supervision du traitement chez les patients peu ou non observants
  - éducation du patient
  - évaluation de la situation sociale, démarches si nécessaire
- dépistage dans les collectivités à risque de tuberculose
- dépistage de l'entourage de patients tuberculeux contagieux
- organisation de consultations (radiographies du thorax, intradermo-réactions)
- prise en charge du traitement chez les patients sans couverture sociale et non secourus par un C.P.A.S.
- conseils, avis
- organisation de séances d'information
- envoi de documentation sur demande

Certains de ces services sont effectués à la demande d'un médecin. Ils sont gratuits et accessibles sur tout le territoire de la Communauté française.
Chaque année, le FARES prend part à la Journée mondiale de la tuberculose, décrétée le 24 mars par les Nations unies.

### Prévention du tabagisme
De nombreux projets sont élaborés au sein du Service Prévention Tabac.
Parmi les projets permanents, on retrouve :
- Campagne "sevrage pour tous", une campagne d'information sur les remboursements des consultations tabagiques et d'aide au sevrage
- le Plan wallon sans tabac, un dispositif conçu en collaboration avec différents opérateurs de terrain actifs dans le domaine du tabagisme[6]
- Le Plan tabac bruxellois

Le FARES donne son agrément aux Centres d’aide aux fumeurs (CAF), dont il est également coordinateur. Un répertoire des consultations des tabacologues et des CAF a été mis au point et est disponible en ligne.
D’autres outils en ligne, comme une newsletter, des groupes professionnels… sont gérés par le FARES.
Des formations sont organisées :
- Formation interuniversitaire en tabacologie, qui permet aux professionnels de santé de devenir tabacologues
- Formation à l’entretien motivationnel, une méthode de communication pour aider les personnes qui veulent maîtriser leurs comportements addictifs
- Ateliers d'accompagnement en promotion de la santé (cigarette électronique, chicha, adolescents, etc.)
Par le biais du Service Prévention Tabac, le FARES est membre de plusieurs réseaux :
- Au niveau européen : le FARES est membre de l’European Network for Smoking and Tobacco Prevention (ENSP). Il participe à différents projets à ce niveau.
- Au niveau fédéral / national : le FARES est membre de la Coalition nationale contre le tabac ; et il est aussi coordinateur du Réseau des hôpitaux sans tabac pour la partie belge francophone du pays.
- Au niveau régional : le FARES fait partie du comité de pilotage du Plan wallon sans tabac et participe à d’autres réseaux régionaux.

D’autres projets (chicha / narguilé, campagne sevrage pour tous,…) viennent se greffer aux projets existants.
Chaque année, le FARES coorganise, avec la Coalition nationale, la Journée mondiale sans tabac initiée par l’OMS tous les 31 mai depuis 1988.